# Вилхелмина Гръбли-Планк
Професор Вилхелмина Гръбли-Планк е героиня на Джоан К. Роулинг от поредицата Хари Потър. За първи път се споменава за нея в четвъртата част от поредицата, когато Албус Дъмбълдор я назначава за заместник на Рубиъс Хагрид по предмета Грижа За Магическите Създания в училището за магия и вълшебство Хогуортс.